# Cowles Foundation for Research in Economics
La Cowles Foundation for Research in Economics est un institut de recherche en économie fondé en 1932 par Alfred Cowles sous le nom de Cowles Commission for Research in Economics, dans le but d'améliorer la collecte et l'analyse statistique des données économiques. 
Initialement située à Colorado Springs, la Cowles Commission a déménagé en 1939 à l'université de Chicago. En 1955, sous l'impulsion de Tjalling Koopmans, la Cowles Commission déménage à l'université Yale et devient la Cowles Foundation. La Cowles Commission a joué un rôle essentiel dans le développement de l'économétrie. 